# Wiedźmin (raccolta)
Wiedźmin (lett. Lo strigo) è una raccolta di racconti e il primo libro dello scrittore polacco Andrzej Sapkowski, pubblicato nel 1990 con una tiratura limitata di 30 000 copie.
Contiene cinque racconti incentrati sulla Saga di Geralt di Rivia, quattro dei quali verranno poi inseriti ne Il guardiano degli innocenti (Ostatnie życzenie), raccolta del 1993. I racconti erano già stati pubblicati, dal 1986 al 1990, nella rivista polacca Fantastyka, incentrata sulla fantascienza e il fantasy.
L'unica traduzione del libro è stata operata dalla casa editrice Winston Smith per la sua pubblicazione in Repubblica Ceca con il titolo Zaklínač: Stříbrný meč (lett. Lo strigo: La spada d'argento).

## Il libro
Nel primo racconto breve, intitolato Droga, z której się nie wraca (letteralmente "Una strada senza ritorno") e mai tradotto in altre lingue se non in quella ceca data la sua assenza nella successiva raccolta Il guardiano degli innocenti, viene narrato come i genitori dello strigo Geralt di Rivia, la maga Visenna e il mercenario Korin, si sono conosciuti e innamorati.
Le altre quattro storie si distaccano dai due personaggi, e si focalizzano sulla storia di Geralt che sarà sviluppata nei successivi lavori di Sapkowski:
- Kwestia ceny (Una questione di prezzo)
- Ziarno prawdy (Un briciolo di verità)
- Mniejsze zło (Il male minore)
- Wiedźmin (Lo strigo)

## Edizioni
- (PL) Andrzej Sapkowski, Wiedźmin, Reporter, 1990, ISBN 80-900912-5-3.
- (CS) Andrzej Sapkowski, Zaklínač: Stříbrný meč, traduzione di Jiří Pilch, Dittmar Chmelař, Roman Sochor e Stanislav Komárek, Winston Smith, 1992,  p. 222, ISBN 83-85189-01-7.